# モリソン研究所
モリソン公共政策研究所（Morrison Institute for Public Policy）とは、アリゾナ州立大学内にある公共政策研究機関。
「アリゾナンズ スピーク」という政策論議と意思決定を知らせるための世論調査を毎年、実施しています。
主な論題は、子供の幸福と保育、気候と環境、経済、教育、銃規制、ハウジング、移民、政治、水　といった内容について行われます。